# Flevoland

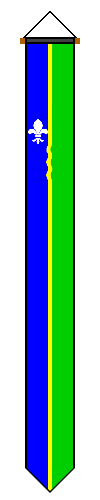
Gonfalone della provincia

Il Flevoland (pronuncia in olandese: /ˈfleːvoˑlɑnt/ ) è una provincia dei Paesi Bassi. 
Situata nel centro del Paese, la provincia è stata istituita il 1º gennaio 1986; dodicesima dei Paesi Bassi, con capoluogo Lelystad. La provincia conta approssimativamente 423 000 abitanti e consiste di 6 municipalità. Il Flevoland confina con la Frisia a nord, con l'Overijssel e la Gheldria a est, con la provincia di Utrecht e l'Olanda Settentrionale a sud e con l'IJsselmeer a ovest.
Il territorio della provincia è costituito da terre ricavate dal prosciugamento di aree dello  Zuiderzee. A seguito di un'inondazione nel 1916, venne stabilito che lo Zuiderzee, un mare interno dei Paesi Bassi, sarebbe stato chiuso e strappato alle acque. Nel 1932 venne completata la Afsluitdijk, che chiuse completamente lo Zuiderzee, successivamente chiamato IJsselmeer.
Il nome Flevoland riprende il nome del Lago Flevo che occupava la regione fino al XV secolo prima di sparire nello Zuiderzee a seguito della violenta inondazione di Santa Lucia.

## Storia
La prima parte ad essere prosciugata fu il Noordoostpolder (polder nord-orientale). Questo nuovo territorio comprendeva, tra le altre, le ex isole di Urk e di Schokland, e venne inizialmente incluso nella provincia di Overijssel. Il centro abitato principale è Emmeloord. 
Successivamente vennero prosciugate altre parti: quella orientale nel 1957 e quella meridionale nel 1968 unite a formare il Flevopolder. 
Le municipalità di queste tre aree votarono per diventare una provincia separata, cosa che avvenne nel 1986.

## Geografia
Il Flevoland Orientale (Oostelĳk Flevoland) e il Flevoland Meridionale (Zuidelĳk Flevoland) sono ormai uniti a costituire un'isola artificiale e contrariamente al Noordoostpolder, hanno dei laghi periferici che li separano dal resto del paese e che in alcuni tratti sono larghi pochi metri assomigliando a dei canali. Tra questi laghi periferici, chiamati localmente randmeer (letteralmente mari marginali) si distinguono il Veluwemeer, il Drontermeer, il Gooimeer e il Ketelmeer.
In origine Flevoland Orientale e Meridionale sono due polder separati che hanno un'infrastruttura idrologica congiunta, con una diga divisoria in mezzo, la Knardĳk, che serve a tenere al sicuro un polder nell'eventualità che l'altro venisse allagato. I due principali canali di drenaggio che attraversano la diga possono essere bloccati da chiuse in caso di un tale evento. Le stazioni di pompaggio del Flevoland Orientale sono la Wortman (funzionante a gasolio) a Lelystad-Haven, la Lovink, vicino Harderwijk, e la Colĳn (entrambe elettriche) lungo la diga settentrionale accanto al Ketelmeer.
Nel Flevoland Orientale si trova la città di Lelystad (1966), che prende il nome dall'uomo (Cornelis Lely) che giocò un ruolo cruciale nella progettazione e realizzazione dei Zuiderzeewerken (lavori dello Zuiderzee). Altri insediamenti più convenzionali già esistevano all'epoca; Dronten venne fondata nel 1962, seguita da due villaggi satellite più piccoli, Swifterbant e Biddinghuizen, nel 1963. Questi tre vennero incorporati nella nuova municipalità di Dronten il 1º gennaio 1972.
Il Flevoland Meridionale ha solo una stazione di pompaggio, alimentata a gasolio, la De Blocq van Kuffeler. A causa dell'unione idrologica dei due Flevoland, questa si unisce alle altre tre nel mantenere il livello dell'acqua in entrambi i polder.
La municipalità di Almere dà sollievo alla scarsità di abitazioni e al crescente sovraffollamento dei territori più vecchi. Doveva essere inizialmente divisa in tre insediamenti principali; il primo, Almere-Haven (1976) situato lungo il Gooimeer (uno dei laghi periferici), il secondo e più grande, Almere-Stad (1980), doveva svolgere il ruolo di centro cittadino, e il terzo era Almere-Buiten (1984) a nord-ovest, verso Lelystad.
L'Oostvaardersplassen è un paesaggio composto da stagni poco profondi, isolette e paludi.
Il centro del polder ricorda più da vicino i polder dell'epoca pre guerre mondiali in quanto è quasi esclusivamente agricolo. Per contro, la parte sud-orientale è dominata da foreste estese. Qui si trova anche l'unico altro insediamento dei polder, Zeewolde (1984), anche questa è una cittadina più convenzionale che funge da centro locale. Zeewolde divenne una municipalità nello stesso momento di Almere, il 1º gennaio 1984, il che significa che nel caso di Zeewolde la municipalità esisteva prima della cittadina stessa, con solo fattorie da governare, prima che la cittadina iniziasse a crescere.

### Comuni
I comuni della provincia sono sei:
- Almere
- Dronten
- Lelystad
- Noordoostpolder
- Urk
- Zeewolde

## Politica
Gli stati provinciali del Flevoland hanno sede a Lelystad e sono costituiti da 41 seggi. Sono presieduti dal Commissario del re Arjen Gerritsen del Partito Popolare per la Libertà e la Democrazia (VVD).